# Michael H. Wenning

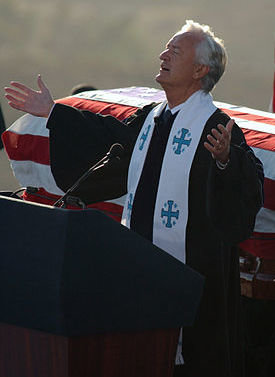
Michael H. Wenning Michael beim Staatsbegräbnis von Ronald Reagan am 11. Juni 2004

Michael Heeley Wenning (* 5. Juli 1935 in Kapstadt, Südafrika; † 28. Juni 2011 in Mission Viejo, Kalifornien, USA) war ein US-amerikanischer presbyterianischer Geistlicher südafrikanischer Herkunft.
Michael Heeley Wenning wurde 1935 in Kapstadt, Südafrika, geboren. Er studierte an der Texas Christian University und der New York University. Von 1969 bis 1977 war er Pastor einer presbyterianischen Kirche in Durban, Südafrika. 1977 kehrte er in die Vereinigten Staaten zurück, wo er die nächsten drei Jahrzehnte als Pastor in verschiedenen Gemeinden der Presbyterianischen Kirche arbeitete. Von 1995 bis 2001 war er Senior Pastor der Bel Air Presbyterian Church. Im Juni 2004 leitete er die Zeremonie für das Staatsbegräbnis von Präsident Ronald Reagan.
Wenning starb am 28. Juni 2011 an Nierenversagen.